# Scheidel
Pour les articles homonymes, voir Scheidel (patronyme).
Scheidel (en luxembourgeois: Scheedel) est une section de la commune luxembourgeoise de Bourscheid située dans le canton de Diekirch.